# خورخي بيرنال
خورخي بيرنال هو لاعب كرة قدم مكسيكي، ولد في 24 اكتوبر 1979 في ولاية فيراكروز في المكسيك. لعب مع نادي كيريتارو.